# Comunele Cehiei (C)
Aceasta este o listă a comunelor din Republica Cehă care încep cu litera C.
Această listă este generată cu date din Wikidata și este actualizată periodic de un robot.
 Editările făcute în listă vor fi șterse la următoarea actualizare!
| #  | Comună                 | Populație | Suprafață (km2) | District                |
| -- | ---------------------- | --------- | --------------- | ----------------------- |
| 1  | Cvikov                 | 4.534     | 45,05           | okres Česká Lípa        |
| 2  | Cerhenice              | 1.924     | 10,64           | okres Kolín             |
| 3  | Církvice               | 1.312     | 10,13           | okres Kutná Hora        |
| 4  | Cítov                  | 1.296     | 15,81           | okres Mělník            |
| 5  | Cerhovice              | 1.175     | 8,1             | okres Beroun            |
| 6  | Cítoliby               | 1.077     | 6,82            | okres Louny             |
| 7  | Cerekvice nad Loučnou  | 883       | 8,29            | okres Svitavy           |
| 8  | Citice                 | 851       | 5,41            | okres Sokolov           |
| 9  | Cerekvice nad Bystřicí | 787       | 8,29            | okres Jičín             |
| 10 | Cetkovice              | 775       | 8,53            | okres Blansko           |
| 11 | Cvrčovice              | 774       | 2,49            | okres Kladno            |
| 12 | Cvrčovice              | 673       | 9,29            | okres Brno-venkov       |
| 13 | Citonice               | 614       | 8,94            | okres Znojmo            |
| 14 | Citov                  | 533       | 3,74            | okres Přerov            |
| 15 | Cizkrajov              | 523       | 25,76           | okres Jindřichův Hradec |
| 16 | Cehnice                | 511       | 14,69           | okres Strakonice        |
| 17 | Cejle                  | 508       | 12,69           | okres Jihlava           |
| 18 | Ctiněves               | 386       | 5,48            | okres Litoměřice        |
| 19 | Cotkytle               | 382       | 18,64           | okres Ústí nad Orlicí   |
| 20 | Ctiboř                 | 324       | 9,43            | okres Tachov            |
| 21 | Císařov                | 323       | 2,99            | okres Přerov            |
| 22 | Cetoraz                | 306       | 12,04           | okres Pelhřimov         |
| 23 | Ctidružice             | 280       | 12,66           | okres Znojmo            |
| 24 | Ctětín                 | 261       | 7,53            | okres Chrudim           |
| 25 | Cebiv                  | 255       | 10,61           | okres Tachov            |
| 26 | Cerekvička-Rosice      | 241       | 9,01            | okres Jihlava           |
| 27 | Cetechovice            | 203       | 7,49            | okres Kroměříž          |
| 28 | Cep                    | 199       | 35,51           | okres Jindřichův Hradec |
| 29 | Církvice               | 187       | 2,45            | okres Kolín             |
| 30 | Cekov                  | 179       | 4,29            | okres Rokycany          |
| 31 | Ctiboř                 | 179       | 3,92            | okres Benešov           |
| 32 | Crhov                  | 170       | 3,65            | okres Blansko           |
| 33 | Cetyně                 | 150       | 3,51            | okres Příbram           |
| 34 | Ctiměřice              | 145       | 1,66            | okres Mladá Boleslav    |
| 35 | Cerhonice              | 143       | 9,51            | okres Písek             |
| 36 | Cetenov                | 118       | 6,05            | okres Liberec           |
| 37 | Cikháj                 | 104       | 21,35           | okres Žďár nad Sázavou  |
| 38 | Cidlina                | 94        | 8,74            | okres Třebíč            |